# Hemibagrus baramensis
Hemibagrus baramensis es una especie de pez de la familia Bagridae en el orden de los Siluriformes.

## Morfología
Los machos pueden llegar alcanzar los 24 cm de longitud total.

## Distribución geográfica
Se encuentra al norte de Borneo.